# Vòng dính
Vòng dính (tiếng Anh: adherens junctions, zonula adherens, intermediate junction hoặc "belt desmosome" ) là các phức hợp protein liên kết tế bào trong biểu mô và nội mô, thường ở ngay dưới dải bịt. Vòng dính là cấu trúc liên kết những lưới tận (terminal web) có trong bào tương cực ngọn những tế bào biểu mô.

Tương tác chính của các protein cấu trúc tại vòng dính. Sợi actin liên kết với vòng dính cùng với một số protein liên kết với actin khác như vinculin. Miền đầu của vinculin liên kết với E-cadherin thông qua α-, β- và γ-catenin. Miền tận cùng của vinculin liên kết với màng lipid và các sợi actin.

Vòng dính là cấu trúc duy nhất tách rời trong các tế bào biểu mô ở tử cung, cho phép nang phôi thâm nhập giữa các tế bào biểu mô.

## Protein
Vòng dính gồm các protein sau:
- cadherins. Cadherin là một họ protein xuyên màng, dimer hóa với các phân tử cadherin ở tế bào lân cận với điều kiện phụ thuộc calci.
- p120 (đôi khi được gọi là delta catenin) liên kết vùng cận màng (juxtamembrane) của cadherin.
- γ-catenin hoặc plakoglobin liên kết với các chỗ bám catenin của protein cadherin.
- α-catenin liên kết gián tiếp cadherin thông qua β-catenin hoặc plakoglobin và liên kết khung xương actin với cadherin.

## Cấu trúc
Dưới kính hiển vi điện tử, vòng dính được mô tả như sau: Ở mặt căt thẳng góc với bề mặt tế bào: ngay sát dưới dải bịt khoảng gian bào rộng khoảng 20 nm, có mật độ điện tử thấp; tại đây, mặt trong màng bào tương mỗi tế bào có một dải lưới xơ mảnh gắn vào. Ở mặt cắt song song với bề mặt tế bào: mỗi dải lưới xơ này gắn liên tục một vòng mặt trong màng bào tương cực ngọn mỗi tế bào.

## Mô hình
Mô hình được chấp nhận là vòng dính đóng vai trò là cầu nối kết nối các khung xương tế bào (sợi actin) của tế bào lân cận thông qua tương tác trực tiếp. Tuy nhiên, các nhà khoa học không thể phân lập phức hợp bậc bốn của cadherin-βcatenin-αcatenin-actin trong ống nghiệm.